# (819) Барнардиана
(819) Барнардиана (лат. Barnardiana) — астероид главного пояса, открытый 3 марта 1916 года немецким астрономом Максом Вольфом в обсерватории Гейдельберг.
Назван в честь американского астронома Эдварда Эмерсона Барнарда (1957 - 1923), крупного исследователя и фотографа звёзд, который открыл множество двойных звёзд, 17 комет, спутник Юпитера Амальтею (1892) и звезду с наибольшим собственным движением, которую назвали в честь него.
В честь Барнарда также названы лунный кратер, кратер на поверхности Марса и район на спутнике Юпитера Ганимеде.

## Сближения
| дата             | а. е.    | расстояний до Луны | небесное тело |
| ---------------- | -------- | ------------------ | ------------- |
| 14.01.2016 23:41 | 0,042556 | 16,5               | Амфитрита     |